# 柿沼孝子
柿沼 孝子（かきぬま たかこ、1937年 - ）は日本の文学者。立正大学名誉教授。専門は米文学、意味論。
東京女子大学英米文学科を卒業後、法政大学大学院英文学専攻修士課程を修了する。後に立正大学経済学部教授となる。専門の米文学ではマーク・トウェインを主に研究した。2007年に立正大学を定年退任し名誉教授となる。

## 著書
- 『文学・言語の意味論的研究』（単著、彩流社、1993年）
- 『トム・ソーヤーの冒険』（訳、マーク・トウェインコレクション6、彩流社、1996年）
- 『金メッキ時代（上）』（訳、マーク・トウェインコレクション19A、彩流社、2001年）
- 『金メッキ時代（下）』（共訳、マーク・トウェインコレクション19B、錦織裕之、彩流社、2002年）
- 『マーク・トウェインの投機と文学』（訳、チャールズ・H・ゴールド著、彩流社、2009年）

## 論文
- 国立情報学研究所収録論文 国立情報学研究所.2010-05-07閲覧。